# Leslie Cheung
Leslie Cheung (12. září 1956, Kowloon – 1. dubna 2003, Hongkong) byl hongkongsko-kanadský zpěvák a herec. Pěveckou kariéru začal roku 1977 a v 80. letech 20. století se stal jedním z nejpopulárnějších umělců v Hongkongu. Jeho píseň Monica z roku 1984 byla zvolena nejlepší hongkongskou písní 20. století. Zároveň byl i hercem, roku 1991 získal Hong Kong Film Award za film A-fej Čeng-čuan (anglicky Days of Being Wild). Úspěšné byly i filmy Lepší zítřek a Zloději (obě kriminálky režíroval John Woo), nebo slavný muzikál Sbohem, má konkubíno, který získal Zlatou palmu v Cannes, Zlatý globus i cenu BAFTA. Roku 1990 získal kanadské občanství. Byl jedním z mála, kdo v hongkongských produkcích ztvárňoval role homosexuálů, a tak byl hvězdou gay komunity. V letech 1977-1979 byl manželem hongkongské herečky Teresy Mo, poté měl několik dalších vztahů se ženami, roku 1997 oznámil na koncertě svůj vztah s mužem. Sám se označil několikrát za bisexuála. Trpěl depresemi a roku 2003 spáchal sebevraždu skokem z 24. patra hotelu Mandarin Oriental v Hongkongu.